# Nepaloserica
Nepaloserica (лат.) — род пластинчатоусых жуков из подсемейства хрущей (Scarabaeidae). Около 40 видов.

## Распространение
Встречаются, в основном в Ориентальной области. Род является эндемиком центральных и восточных Гималаев, самые западные находки находятся в западном Непале, самые восточные — в Бутане.

## Описание
Пластинчатоусые жуки мелкого и среднего размера (8—14 мм). Тело удлинённо-овальное; от красного до тёмно-коричневого, тусклое, за исключением передней части лаброклипеуса, верхняя сторона в основном голая. Передние голени с 2 зубцами. Гипомерон килеватый. Антенна 10-сегментная, булава самцов 7-сегментная, более или менее длинная, у самок булава усиков короткая и только 4-сегментная. Последний стернит брюшка часто несёт срединную пару бугорков или поперечный гребень у самцов. Ноги длинные и стройные, задние голени лишь тупо усечены апикально с внутренней стороны. Правый парамер имеет дистально направленную базальную ложбинку, которая может быть слита с парамером или редуцирована, иногда левый парамер с базально направленной базальной ложбинкой. Фаллобаза посередине непосредственно перед парамером дорсально со склеротизованным вдавлением.

## Систематика
Известно около 40 видов. Nepaloserica был впервые описан в 1965 году немецким энтомологом Georg Frey (1902—1976) по типовому виду Nepaloserica procera Frey, 1965 (первоначально по монотипии). Род входит в состав трибы Sericini из подсемейства хрущей (Scarabaeidae). Род отличается от других близких родов строением усиков, ног, надкрылий и гипомерона.
- Nepaloserica archolabrata Ahrens & Sabatinelli, 1996[7]
- Nepaloserica baehri Ahrens & Sabatinelli, 1996
- Nepaloserica baglungensis Ahrens, 2012[8]
- Nepaloserica barbara Ahrens & Sabatinelli, 1996[7]
- Nepaloserica brevipes Ahrens & Sabatinelli, 1996
- Nepaloserica bruschii Ahrens & Sabatinelli, 1996
- Nepaloserica cheemaensis Bhunia, Gupta, Chandra & Ahrens, 2021[9]
- Nepaloserica fabriziae Ahrens, 1999[6]
- Nepaloserica ganeshi Ahrens, 1999
- Nepaloserica goomensis Ahrens, 1999
- Nepaloserica hartmanni Ahrens, 1999[6]
- Nepaloserica helambuensis Ahrens & Sabatinelli, 1996
- Nepaloserica induwae Ahrens, 1999
- Nepaloserica jumlaica Ahrens, 1999
- Nepaloserica lamjungi Ahrens, 1999[6]
- Nepaloserica longispina Ahrens, 1999
- Nepaloserica manasluensis Ahrens, 2004
- Nepaloserica migliaccioi Ahrens & Sabatinelli, 1996[7]
- Nepaloserica muelleri Ahrens & Sabatinelli, 1996
- Nepaloserica mustangia Ahrens & Sabatinelli, 1996
- Nepaloserica nielamuensis Liu & Ahrens, 2014[10]
- Nepaloserica perrecondita Ahrens, 2004
- Nepaloserica pewaensis Ahrens, 2012[8]
- Nepaloserica phulcokiensis Ahrens & Sabatinelli, 1996[7]
- Nepaloserica procera Frey, 1965
- Nepaloserica richardsonae Ahrens, 2012
- Nepaloserica rufobrunnea Ahrens, 1999[6]
- Nepaloserica sankhuwasabhae Ahrens & Sabatinelli, 1996
- Nepaloserica schmidti Ahrens & Sabatinelli, 1996
- Nepaloserica similis Frey, 1969[11]
- Nepaloserica telbrungensis Ahrens, 1999[6]
- Nepaloserica thimphui Ahrens & Sabatinelli, 1996
- Nepaloserica vignai Ahrens & Sabatinelli, 1996
- Nepaloserica vilya Ahrens & Sabatinelli, 1996[7]
- Nepaloserica yeti Ahrens, 1999[6]